# Crassostrea gigas
Crassostrea gigas sau stridia de Pacific, stridia Japoneză, este o stridie din familia Ostreidae, genul Crassostrea, originară din Extremul Orient. În Marea Neagră a fost semnalată izolat în sud-estul și sud-vestul Crimeei și unele locuri din nord-estul coastei caucaziene. 
Pe țărmul românesc, pot fi găsite exemplare izolate, în zonele cu substrat pietros din zona Constanța.

## Descriere
Stridia de Pacific are valvele asimetrice, de formă neregulată, alungite sau rotunjite de 10 … 12 cm.  Valva inferioară este puternic concavă iar cea superioară aplatizată. Culoarea valvelor este albicioasă cu striații roșu-purpurii dispuse aproximativ radiar de la umbone spre margine și lucioasă în interior. Dimensiunea maximă poate ajunge la 19 … 20 cm. La nivelul mușchiului aductor se observă o urmă negricioasă sau roșietică. 

## Habitat
Crassostrea gigas traiește fixată pe substrat. Hrana este reprezentată de zooplancton, fitoplancton și becterioplancton filtrat la nivelul cavității branhiale. Este rezistentă în ape cu temperaturi  între 4 și 24° C,  dar și la temperaturi de - 4° C și expunerea la aer în timpul mareelor joase. Salinitatea apei sub 10 g ‰ duce la încetarea funcțiilor vitale, precum și în cazul apelor cu turbiditate mare, care duc la acumularea de mâl pe cochilii.

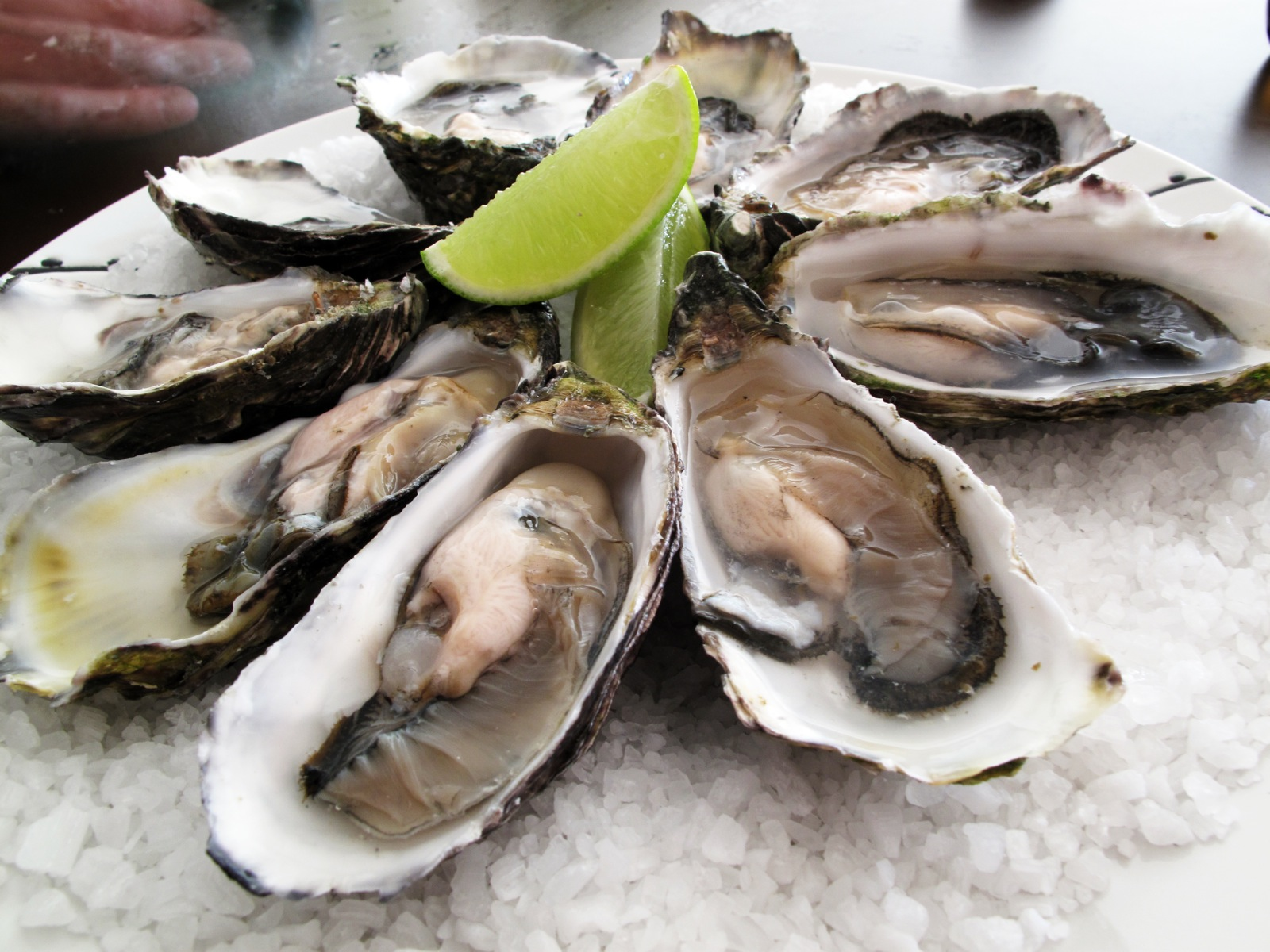
Stridii Crassostrea gigas gata pentru a fi consumate

## Reproducere
Ca și celelalte specii de stridii, adulții sunt hermafrodiți, maturitatea sexuală fiind atinsă în primul an de viață. Reproducerea are loc în timpul sezonului cald, când temperatura apei este de circa 19,5° C. Este extrem de prolifică, un singur exemplar putând depune până la 100 milioane de ouă. 

## Comercializare
Stridia de Pacific a fost introdusă în ostreicultură în multe zone de pe glob (America de Nord, Australia, Noua Zeelandă, Europa), iar în prezent s-a aclimatizat. Aceste stridii sunt cele mai comune dintre toate stridiile comestibile, carnea lor gustoasă fiind apreciată încă din antichitate.
Datorită creșterii rapide și a marii capacități de adaptare la diferite medii, stridia de Pacific este în prezent cea mai comercializată specie de stridii din lume.